# 一次代謝産物
一次代謝産物（いちじたいしゃさんぶつ、一次代謝物、英: Primary metabolite）は、生物が自らの生存・成長のために合成する、また、必要なエネルギーを得るために分解するような物質である。一次代謝産物を産生する反応を一次代謝といい、異化・同化（炭酸同化・硝酸同化または窒素同化）も一次代謝である。糖類、アミノ酸類、核酸類、およびその重合体などで構成される。

## 種を超えた保存
二次代謝が生物種特異的な反応なのに対し、一次代謝の過程は生物種を超えて保存されている。
例えば、以下のようなプロセスが当てはまる。
- 解糖系はヒトから大腸菌まで基本的に共通する。
- NADHを介してATPを合成する酸化的リン酸化、電子伝達系は好気性生物に共通する。
- 光合成は緑色植物に共通する。